# Heinrich M. Schwarz
Heinrich Mathias Schwarz  (* 12. September 1911; † 21. Juni 1957 in Rom) war ein deutscher Kunsthistoriker und Fotograf.

## Leben
Heinrich Mathias Schwarz studierte an der Universität Bonn Kunstgeschichte und promovierte 1936 bei Paul Clemen mit einer Arbeit zur kirchlichen Baukunst der Spätgotik im klevischen Raum. Noch im selben Jahr siedelte er nach Rom über, wo er zunächst ein Jahr lang als Stipendiat der Kaiser-Wilhelm-Gesellschaft und von 1938 bis 1943 als Assistent an der Bibliotheca Hertziana tätig war. 1951/1952 setzte er dort seine Untersuchungen zur normannischen Kunst Kalabriens und Siziliens fort. Von 1953 an war er bei der Landesregierung von Rheinland-Pfalz als Landeskonservator tätig. 1956 wurde Schwarz zum Wissenschaftlichen Mitglied der Bibliotheca Hertziana ernannt. Zugleich wurde ihm die Leitung des neu geschaffenen Referats zur Erforschung der Kunst Süditaliens, insbesondere der normannischen und staufischen Epoche übertragen. Ein Jahr später verunglückte er auf einer Studienreise tödlich bei einem Autounfall.
Nachfolger von Schwarz als Leiter des Süditalien-Referats wurde Hanno Hahn, der 1960 auf einer Studienreise durch Frankreich zusammen mit seiner Frau Ilse ebenfalls bei einem Autounfall tödlich verunglückte.

## Werk
Schwarz’ fotografischer Nachlass besteht aus ca. 1500 Schwarz-Weiß-Negativen im Format 6 × 6 cm zur Architektur Italiens (insbesondere des Südens) aus der Zeit zwischen 1939 und 1957.
Der schriftliche Nachlass befindet sich im Archiv der Bibliotheca Hertziana in Rom.